# Sveinbjörn Beinteinsson
Sveinbjörn Beinteinsson (Dragháls, 4 luglio 1924 – Dragháls, 24 dicembre 1993) è stato un religioso e scrittore islandese, promulgatore della riscoperta della religione pre-cristiana islandese.

## Biografia
Figlio del fattore Beinteinn Einarsson e di Helga Pétursdóttir, Sveinbjörn fu egli stesso agricoltore per tutta la vita nella tenuta agricola di famiglia a Dragháls presso Borgarfjörður. Qui egli innalzò una statua di Thor alta oltre due metri.
Nel 1965 sposò Svanfríður Hagvaag (da cui divorziò anni dopo) e da questo matrimonio nacquero due figli.
Morì il 24 dicembre 1993 a causa di un attacco cardiaco.

## Attività religiosa
Nell'inverno tra il 1971 e il 1972 organizzò la prima formazione di Ásatrúar islandesi (circa 12 persone), che nel corso del 1972 prese il nome di Íslenska Ásatrúarfélagið ("Associazione islandese per la fede negli dèi"), l'organizzazione per la fede ancestrale islandese, della quale è stato il góði (letteralmente "invocatore") principale fino alla sua morte. L'organizzazione scelse il termine Ásatrú quale definizione per la propria religione per evitare l'utilizzo dei termini "pagani" o heathens in quanto si tratta di definizioni che possono racchiudere una moltitudine di significati.
La nuova organizzazione religiosa nacque in netta antitesi con la diffusione di diverse sette di stampo cristiano nell'isola e pose tra i suoi riferimenti principali l'eredità spirituale degli antichi islandesi sopravvissuta nel sostrato popolare e contadino.
Dopo un'accesa battaglia legale, l'organizzazione ottenne nello stesso anno il riconoscimento giuridico e Beinteinsson fu nominato Allherjarsgóði ("invocatore di tutto il popolo"), di fatto il capo della nuova comunità religiosa islandese che in quel momento aveva raggiunto la quarantina di affiliati in tutta l'Islanda.

## Altre attività
Parallelamente al suo impegno religioso, Sveinbjörn coltivò l'attività di scrittore e poeta: si distinse nella raccolta e nella creazione di rímur ("rime", cioè poemi epici scritti nella forma definita rímnahættir, "metrica rímur"). Nel 1945 pubblicò il primo libro dei rimur intitolato Gömlu lögin. Sveinbjörn fu anche kvæðamaður ("poeta cantore").
Sveinbjörn Beinteinsson è stato inoltre una figura chiave nella protesta contro l'installazione di armi nucleari della NATO in Islanda.

## Opere
- Gömlu lögin (Libro dei rimur) (1945).
- Bragfræði og Háttatal (Libro e nastro contenenti raccolta di rimur e carmi eddici) (1953).
- AllsherjargodinnReiðljoð (strofe rimur create da Beinteinsson stesso) (1957).
- Heiðin, libro di poesie (1984.
- Bragskogar (1989).
- biografia di Sveinbjörn Beinteinsson (1992).

## Registrazioni audio
- Vandkvaed (1957)
- Edda (1991)
- Il membro della band "Psychic TV" David Tibet (David Michael Bunting) realizzò un CD con la registrazione di una performance di Beinteinsson durante la recitazione di un suo rimur e di versi tratti dall'Edda poetica: l'album si intitolò Current 93 presents Sveinbjörn Beinteinsson 'Edda e vide la luce in due edizioni della casa World Serpent distributors.
- Sveinbjörn Beinteinsson ha registrato la celebrazione di un matrimonio Ásatrú tra Genesis e Paula P-Orridge (ora Alaura O'Dell) sull'LP degli "Psychic TV" live in Reykjavik e sul doppio album Those who do not.